# Didymoglossum petersii
Espèce
Didymoglossum petersii est une espèce de fougères de la famille des Hyménophyllacées présente en Amérique du Nord et en Amérique centrale. 

## Description
Cette espèce a les caractéristiques suivantes :
- un long rhizome traçant, densément couvert de poils bruns à noirâtres et sans racines
- un limbe simple, entier ou irrégulièrement incisé ou lobé, elliptique à lancéolé - caractéristique de l'espèce - de petites dimensions - moins de 2 cm -
- des fausses nervures parallèles aux vraies nervures mais sans de fausses nervures submarginales (caractéristique du sous-genre)
- une nervuration catadrome.
- généralement un sore par limbe
- une indusie tubulaire, aux lèvres dont les cellules sont distinctes des tissus du limbe, et dont la bordure est souvent foncée à noire.

Cette espèce est triploïde et compte, sur la base des 34 chromosomes du genre, 102 chromosomes.

## Distribution
Cette espèce, épiphyte ou terrestre, est présente en Amérique du Nord (au Mexique, aux États-Unis :Alabama, Géorgie, Mississippi) et en Amérique centrale (Costa Rica, Guatemala, Honduras et El Salvador).

## Historique et position taxinomique
En 1853, Asa Gray décrit une première fois cette espèce collectée dans l'état d'Alabama par Thomas M. Peters ; c'est à lui qu'il la dédie.
En 1861, Roelof Benjamin van den Bosch la transfère dans le genre Microgonium : Microgonium petersii (A.Gray) Bosch.
En 1875, Karl Anton Eugen Prantl la déplace dans le genre Hemiphlebium : Hemiphlebium petersii (A.Gray) Prantl.
En 1938, Edwin Bingham Copeland la reclasse dans le genre Didymoglossum, son genre actuel.
En 1974, Conrad Vernon Morton la replace dans le genre Trichomanes sous-genre Didymoglossum, section Didymoglossum.
Enfin, en 2006, Atsushi Ebihara, Jean-Yves Dubuisson, Kunio Iwatsuki, Sabine Hennequin et Motomi Ito confirment le classement de Edwin Bingham Copeland dans le genre Didymoglossum, la placent dans le sous-genre Didymoglossum comme une des espèces représentatives du sous-genre.
Elle compte donc les trois synonymes liés aux révisions de la famille des Hymenophyllacées suivants : 
- Trichomanes petersii A.Gray
- Hemiphlebium petersii (A.Gray) Prantl.
- Microgonium petersii (A.Gray) Bosch

Didymoglossum petersii est classé dans le sous-genre Didymoglossum.